# XX Juegos Centroamericanos y del Caribe
Los XX Juegos Centroamericanos y del Caribe se realizaron en Cartagena entre el 14 y 30 de julio de 2006. El evento contó con la asistencia de las 32 delegaciones afiliadas a la Odecabe  que participaron en 39 disciplinas.

## Organización

### Viaje de la antorcha
Siguiendo la tradición olímpica de la llama olímpica, el Comité Organizador de Cartagena de Indias planificó el transporte de la antorcha a través de Colombia. El viernes 9 de junio  de 2006 a las 4 de la tarde, el fuego deportivo, símbolo por excelencia de las Justas Centroamericanas, entró a tierra colombiana. Primero correspondió a Barranquilla exhibirla por algunas horas en el Estadio Romelio Martínez antes de proseguir su recorrido por ciudades de Colombia para finalizar el 14 de julio en Cartagena, sede central de los Juegos.

### Símbolos
- El Logo. El logo usado para la XX edición de los juegos centroamericanos y del Caribe está conformado por una antorcha olímpica de la que emanan, en forma de llama, 3 flamas que representan los colores de la bandera de Cartagena de Indias: amarillo, verde y rojo, transportadas por un viento imaginario hacia el oeste.

El cuerpo de la antorcha es una alegoría gráfica apenas sugerido por dos trazos libres en la "COPA" y otro armonioso que sugiere el "CUERPO". El resto de la masa de la antorcha lo llena la denominación de los Juegos:
1. La frase "XX JUEGOS CENTROAMERICANOS Y DEL CARIBE" en tipografía mayúscula color negro HELVETICA REGULAR.
2. La frase Cartagena de Indias en altas y bajas color verde en relieve y reflejos claros, de la familia AVANT GARDE BOLD ITALICA.

Finalmente la alusión calendario 2006 integrada por los dos primeros números en color amarillo, el tercero azul y el cuarto en rojo, representando los colores de la Bandera de la República de Colombia.
- Las mascotas. La mascotas elegida para los XX juegos centroamericanos y del Caribe fueron "Cata" y "Dani".

## Deportes
para la XX edición de los juegos, se disputaron 37 disciplinas deportivas que estarán presentes en los Juegos Olímpicos de Pekín 2008 sumados a otros deportes que no son considerado como juegos olímpicos.
La mayoría de disciplina fueron jugadas en Cartagena de Indias, 5 disciplinas en Barranquilla, 4 en Santo Domingo de Guzmán y 1 en Bogotá y México DF respectivamente.
la siguiente es la lista de las disciplinas:
| - Atletismo - Fútbol - Esgrima - Tenis de mesa - Halterofilia - Gimnasia artística - Gimnasia rítmica - Judo - Karate - Lucha | - Taekwondo - Patinaje de velocidad - Boxeo - Clavados - Nado sincronizado - Natación - Waterpolo - Triatlón - Softbol - Voleibol - Voleibol de playa | - Canotaje - Esquí acuático - Tiro con arco - Squash - Tenis - Béisbol - Baloncesto - Vela - Ciclismo - Bowling | - Tiro olímpico - Equitación - Balonmano - Pentatlón moderno - Hockey sobre hierba - Remo |

## Sedes

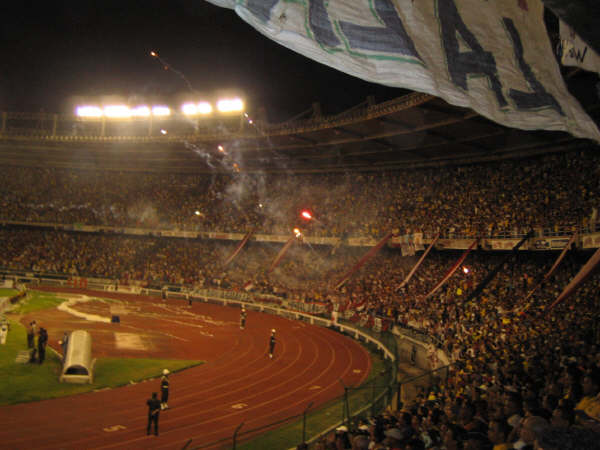
Estadio metropolitano de Barranquilla

- Cartagena de Indias. Estadio Atlético UDC-C, Estadio de Fútbol Jaime Morón León, Centro de Convenciones Cartagena de Indias, Gimnasio "Chico de Hierro", Coliseo de Deportes de Combate y Gimnasia, Unidad Deportiva del Barrio El Campestre, Óvalo del Estadio Jaime Morón León, Centro Histórico Cartagena, Coliseo Bernardo Caraballo, Complejo Acuático UD Fidel Mendoza Carrasquilla, Playas del Barrio Castillo Grande, Estadio Argemiro Bermúdez Villadiego, Coliseo de Voleibol Northon Madrid Picot, Playa Bocagrande, Laguna de Luruaco, Campo de Paradas Base Naval, Complejo de Raquetas, Estadio 11 de noviembre, Estadio Rafael Naar Turbaco, Coliseo Cubierto Base Naval, Bahía de Cartagena.

- Barranquilla. Estadio Metropolitano de fútbol Roberto Meléndez, Circuito de Barranquilla, Tito`s Bolo Club, Velódromo 20 de Julio Barranquilla, Club de Tiro Deportivo Barranquilla.

- Bogotá. Country Club.

- Santo Domingo. Centro Olímpico Juan Pablo Duarte, Complejo Deportivo Universidad Autónoma de Santo Domingo, Complejo Deportivo Mirador del Este, Pabellón de Balonmano Parque del Este.

- México D.F.. Canal de Remo Virgilio Uribe.

## Equipos participantes
Para la XX versión de los Juegos Centroamericanos y del Caribe, los 32 países participantes en la ODECABE enviaron delegaciones de deportistas.
A continuación, los países participantes :
| Equipos participantes        | Equipos participantes | Equipos participantes     | Equipos participantes                |
| ---------------------------- | --------------------- | ------------------------- | ------------------------------------ |
| Antigua y Barbuda            | Antillas Neerlandesas | Aruba                     | Bahamas                              |
| Barbados                     | Belice                | Bermudas                  | Colombia                             |
| Costa Rica                   | Cuba                  | Dominica                  | El Salvador                          |
| Granada                      | Guatemala             | Guyana                    | Haití                                |
| Honduras                     | Islas Caimán          | Islas Vírgenes Británicas | Islas Vírgenes de los Estados Unidos |
| Jamaica                      | México                | Nicaragua                 | Panamá                               |
| Puerto Rico                  | República Dominicana  | San Cristóbal y Nieves    | Santa Lucía                          |
| San Vicente y las Granadinas | Surinam               | Trinidad y Tobago         | Venezuela                            |

## Medallero
La tabla se encuentra ordenada por la cantidad de medallas de oro, plata y bronce.
Si dos o más países igualan en medallas, aparecen en orden alfabético. País anfitrión en negrilla.
| Núm. | País                                       | Oro | Plata | Bronce | Total |
| ---- | ------------------------------------------ | --- | ----- | ------ | ----- |
| 1    | Cuba (CUB)                                 | 138 | 86    | 61     | 285   |
| 2    | México (MEX)                               | 107 | 82    | 86     | 275   |
| 3    | Colombia (COL)                             | 72  | 70    | 77     | 219   |
| 4    | Venezuela (VEN)                            | 49  | 90    | 124    | 263   |
| 5    | Puerto Rico (PUR)                          | 24  | 19    | 53     | 96    |
| 6    | República Dominicana (DOM)                 | 22  | 31    | 44     | 97    |
| 7    | Jamaica (JAM)                              | 9   | 6     | 7      | 22    |
| 8    | El Salvador (ESA)                          | 6   | 12    | 29     | 47    |
| 9    | Barbados (BAR)                             | 6   | 2     | 11     | 19    |
| 10   | Guatemala (GUA)                            | 5   | 13    | 30     | 48    |
| 11   | Panamá (PAN)                               | 2   | 5     | 7      | 14    |
| 12   | Costa Rica (CRC)                           | 2   | 1     | 2      | 5     |
| 13   | Antillas Neerlandesas (AHO)                | 2   | 1     | 1      | 4     |
| 14   | Trinidad y Tobago (TRI)                    | 1   | 9     | 11     | 21    |
| 15   | Islas Caimán (CAY)                         | 1   | 2     | 0      | 3     |
| 16   | Islas Vírgenes de los Estados Unidos (ISV) | 1   | 2     | 0      | 3     |
| 17   | Guyana (GUY)                               | 1   | 1     | 0      | 2     |
| 18   | Islas Vírgenes Británicas (IVB)            | 1   | 0     | 0      | 1     |
| 19   | Bahamas (BAH)                              | 0   | 6     | 4      | 10    |
| 20   | Haití (HAI)                                | 0   | 5     | 3      | 8     |
| 21   | Honduras (HON)                             | 0   | 2     | 3      | 5     |
| 22   | Granada (GRN)                              | 0   | 2     | 0      | 2     |
| 23   | San Cristóbal y Nieves (SKN)               | 0   | 1     | 2      | 3     |
| 24   | Santa Lucía (LCA)                          | 0   | 1     | 1      | 2     |
| 25   | Nicaragua (NIC)                            | 0   | 0     | 4      | 4     |
| 26   | Antigua y Barbuda (ANT)                    | 0   | 0     | 1      | 1     |
| 27   | Bermudas (BER)                             | 0   | 0     | 1      | 1     |
| 28   | San Vicente y las Granadinas (VIN)         | 0   | 0     | 1      | 1     |
| 29   | Surinam (SUR)                              | 0   | 0     | 1      | 1     |
| 30   | Aruba (ARU)                                | 0   | 0     | 0      | 0     |
| 30   | Belice (BIZ)                               | 0   | 0     | 0      | 0     |
| 30   | Dominica (DMA)                             | 0   | 0     | 0      | 0     |